# FACEIT
FACEIT é uma plataforma de esportes eletrônicos  fundada em Londres em 2012. A empresa já administrou ligas para jogos como Counter-Strike: Global Offensive, League of Legends, Rocket League, Tom Clancy's Rainbow Six Siege, Dota 2 e Team Fortress 2.
Em 2022, foi anunciado que a FACEIT e a empresa de esportes eletrônicos ESL estavam sendo adquiridas pelo Savvy Gaming Group (SGG), uma holding de propriedade do Fundo de Investimento Público da Arábia Saudita. Como parte da aquisição, as duas empresas devem se fundir e formar o ESL FaceIt Group.

## Esports Championship Series
Em abril de 2016, a FACEIT anunciou o lançamento de seu torneio de Counter-Strike: Global Offensive, conhecido como Esports Championship Series (ECS). Em abril de 2017, a empresa fez parceria com a plataforma de compartilhamento de vídeos YouTube para a série. A ECS foi uma das duas principais ligas de Counter-Strike, junto com a ESL Pro League.
A série foi descontinuada em 2020, substituída por uma liga baseada em franquias chamada Flashpoint. A liga possui 12 equipes e US$ 2.000.000 para compra de vaga, e oferece copropriedade e compartilhamento de receita às equipes concorrentes.
Em maio de 2022, a FACEIT anunciou um acordo de parceria multimilionária com a plataforma fintech de criptomoedas Cake DeFi. O acordo prevê que os jogadores participem de confrontos e torneios do FACEIT para receber recompensas em criptomoedas, com planos de pagar mais de meio milhão de dólares aos usuários do FACEIT.

### Resultados
| Temporada | Data             | Localização | Campeões          | Prêmio      | Ref.                 |
| --------- | ---------------- | ----------- | ----------------- | ----------- | -------------------- |
| 1         | Junho de 2016    | Londres     | G2 Esports (1)    | US$ 945.000 | [ 12 ] [ 13 ]        |
| 2         | Dezembro de 2016 | Anaheim     | Astralis (1)      | US$ 750.000 | [ 14 ] [ 15 ] [ 16 ] |
| 3         | Junho de 2017    | Londres     | SK Gaming (1)     | US$ 750.000 | [ 17 ] [ 18 ] [ 19 ] |
| 4         | Dezembro de 2017 | Cancún      | FaZe Clan (1)     | US$ 750.000 | [ 20 ] [ 21 ] [ 22 ] |
| 5         | Junho de 2018    | Londres     | Astralis (2)      | US$ 750.000 | [ 23 ]               |
| 6         | Novembro de 2018 | Arlington   | Astralis (3)      | US$ 750.000 | [ 24 ] [ 25 ]        |
| 7         | Junho de 2019    | Londres     | Team Vitality (1) | US$ 500.000 | [ 26 ]               |
| 8         | Novembro de 2019 | Arlington   | Astralis (4)      | US$ 500.000 | [ 27 ]               |

## FACEIT Major
Em 22 de fevereiro de 2018, a Valve, a desenvolvedora e proprietária da franquia Counter-Strike, anunciou que a FACEIT sediaria o décimo terceiro Major de Global Offensive, o FACEIT Major: London 2018. O evento começou em meados de setembro e terminou em 23 de setembro de 2018. Foi o primeiro Major hospedado pela FACEIT e o primeiro Major hospedado no Reino Unido. Teve um prêmio total de US$ 1.000.000 e a fase de eliminatórias foi realizada na Arena Wembley. Nas finais, Astralis derrotou Natus Vincere para ganhar seu segundo título de Major.